# John Coltrane
John William Coltrane, (n. 23 septembrie 1926, Hamlet,  Carolina de Nord – d. 17 iulie 1967, Huntington,  New York), cunoscut și sub pseudonimul "Trane", a fost un saxofonist, șef de formație și compozitor de jazz american.
Figură emblematică a jazzului secolului 20, John Coltrane este considerat unul din cei mai importanți inovatori în muzica de jazz modernă. Dacă la începutul carierei sale a cântat mai mult be-bop și hard-bop, ulterior s-a situat în avangarda stilului free. De-a lungul carierei, a organizat cel puțin 50 de ședințe de înregistrare în calitate de lider, apărând alături de multe nume celebre în epocă, precum trompetistul Miles Davis și pianistul Thelonious Monk. Muzica sa a influențat generații după generații de saxofoniști. Spre sfârșitul carierei, muzica sa a căpătat tot mai mult accente spirituale, acesta fiind unul din motivele pentru care a fost canonizat sub numele de Sfântul John William Coltrane de către Biserica Africană Ortodoxă.

## Biografie

### Copilăria și începutul carierei

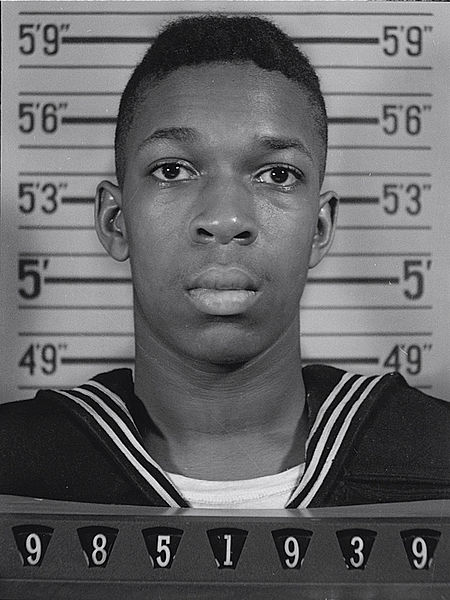
John Coltrane în 1943. Imagine din arhiva marinei, făcută cu ocazia recrutării

John William Coltrane s-a născut în 23 septembrie 1926, în micuțul orășel Hamlet din Carolina de Nord și a copilărit în High Point, în același stat. Tatăl său, John R. Coltrane, croitor de meserie, cânta la mai multe instrumente, alimentând interesul precoce al copilului pentru muzică. Primii muzicieni de jazz care i-au trezit acestuia interesul au fost Count Basie și Lester Young. La vârsta de 13 ani, tânărul Coltrane a pus mâna pe un saxofon, începând să cânte, dovedind un talent instinctiv pentru acest instrument. A început să exerseze imitându-i pe Charlie Parker și Johnny Hodges. Destinul familiei sale a luat o turnură tragică în 1939, atunci când tatăl său, amândoi bunicii și un unchi, au murit unul după celălalt în decurs de câteva luni, grija întregii familii căzând pe umerii mamei sale, Alice, care va fi nevoită să se angajeze ca menajeră. A urmat o perioadă dominată de lipsuri în viața familiei Coltrane, astfel încât mama sa, împreună cu alți membri ai familiei se vor muta în New Jersey, în speranța unei vieți mai bune. John a rămas în Carolina de Nord, până la absolvirea școlii William Penn (actualmente Penn-Griffin School for the Arts). Împreună cu mama sa, în 1943, se va muta mai departe, în nord, în Philadelphia, în speranța că va găsi un loc de muncă ca muzician. Pentru o scurtă perioadă de timp a studiat muzica la Granoff Studios și la Ornstein School of Music. După intrarea SUA în război, pentru a evita să fie mobilizat, se va înrola în marină în 6 august 1945, ziua în care prima bombă nucleară va fi lansată asupra orașului Hiroshima. Vor urma antrenamente specifice marinei militare la Naval Training Station în New York, spre sfârșitul lui 1945 fiind trimis pe mare la baza din Pearl Harbor, unde va fi încartiruit la Manana Barracks, care adăpostea cel mai mare contingent de negri al armatei SUA. În momentul sosirii sale în Hawaii, după capitularea Japoniei, marina demobiliza deja rapid contingent după contingent. Talentul său nativ a fost imediat recunoscut, astfel că în scurtă vreme, John Coltrane a fost primit în orchestra oficială de swing a marinei, Melody Masters, fără nici un fel de evaluare a cunoștințelor sale muzicale. Pe toată durata serviciului militar, a continuat să cânte cu acest grup de muzicieni, ajungând la un moment dat liderul grupului, în paralel muncind la bucătărie sau în serviciul de gardă. Din această perioadă datează și primele sale înregistrări. După exact un an, în august 1946, va fi demobilizat cu gradul de marinar cl.1, reîntorcându-se în Philadelphia pentru a-și continua cariera muzicală, moment ce coincide cu perioada de înflorire a be-bopului.

### Primii pași spre consacrare

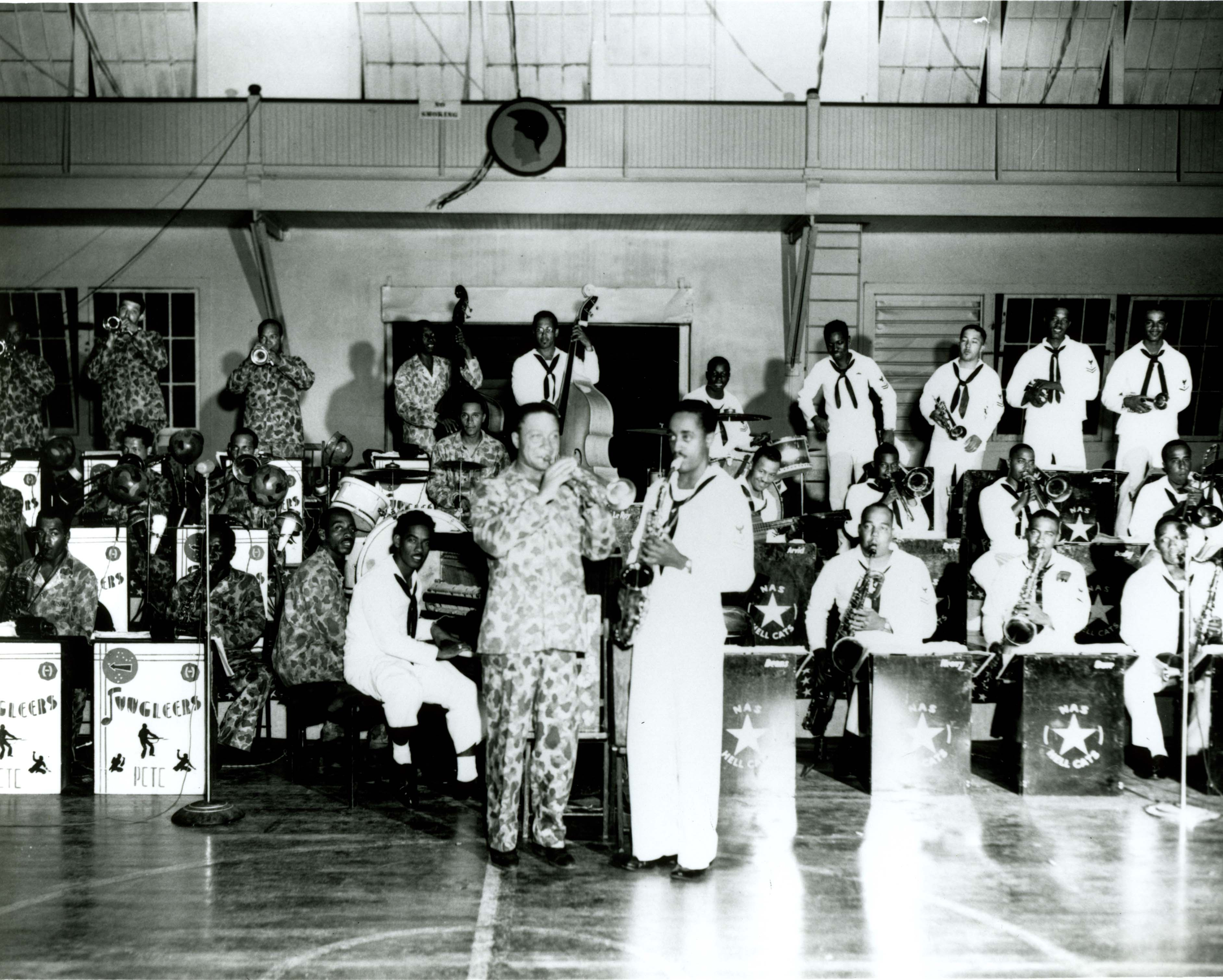
Orchestra Melody Masters. Primul în dreapta, așezat, John Coltrane

După întoarcerea acasă a urmat un turneu cu orchestra lui King Kolax, iar ulterior a colaborat cu orchestra lui Jimmy Heath, căruia i-a fost prezentat de către trompetistul William Massey, fost camarad în marină cu care cântase în orchestra militară Melody Masters. În paralel, până spre sfârșitul deceniului a studiat teorie muzicală cu ghitaristul și compozitorul Dennis Sandole. Dacă inițial cânta la saxofon alto, în această perioadă, John Coltrane a început să cânte la saxofon tenor în orchestra lui Eddie Vinson. Mai târziu, muzicianul avea să-și amintească de această perioadă din cariera sa, afirmând: “… era o întreagă arie de studiu ce se deschisese în fața mea. Erau multe chestii pe care le realizau muzicieni precum Hawk (Coleman Hawkins), și Ben (Ben Webster), și Tab Smith, prin anii ’40, pe care nu le înțelegeam, dar pe care le simțeam din punct de vedere emoțional”. Un moment important pentru cariera sa ulterioară l-a constituit întâlnirea cu Charlie Parker, în 5 iunie 1945, atunci când l-a putut asculta live pentru prima dată. În 1960, într-un interviu în DownBeat avea să-și amintească: “prima dată când l-am auzit pe Bird (Charlie Parker), m-a lovit drept între ochi”. Charlie Parker avea să devină unul din primii idoli ai muzicianului în curs de afirmare, cu care avea să cânte ocazional spre sfârșitul anilor ’40. Diverse documente din epocă atestă că încă de pe atunci începuse să fie cunoscut sub numele de “Trane”. În aceeași perioadă, prin 1946, a colaborat ocazional și cu trompetistul Miles Davis. De asemenea, după lăsarea la vatră și până pe la mijlocul anilor ’50, a colaborat cu alți muzicieni de renume precum Dizzie Gillespie, Earl Bostic și Johnny Hodges. Primul solo al lui John Coltrane poate fi auzit în piesa "We Love to Boogie", înregistrată împreună cu orchestra lui Gillespie în 1951.

### First Great Quintet
În vara lui 1955, pe când studia sub îndrumarea lui Dennis Sandole, în paralel lucrând ca muzician independent, John Coltrane a primit o propunere din partea lui Miles Davis. Acesta trecea printr-o perioadă mai dificilă, intrând într-un con de umbră, după succesul răsunător din anii ’40, toate aceste neajunsuri datorându-se cel puțin în parte, problemelor cu consumul de heroină. Trompetistul revenise în lumea muzicală după mai mulți ani de declin, dorind să formeze un cvintet. Coltrane s-a alăturat grupului condus de Miles Davis, cunoscut drept “Primul mare cvintet”( First Great Quintet), împreună cu Red Garland la pian, Paul Chambers la bas și Philly Joe Jones la percuție, activând cu intermitențe din octombrie 1955 până în aprilie 1957. În cadrul grupului, au existat oarece rivalități și tensiuni între cei doi muzicieni, dublate și de respect reciproc, din care totuși amândoi au avut de câștigat. Înregistrările din această perioadă denotă maturizarea muzicală a muzicianului. Activitatea cvintetului, rămasă în istorie prin două sesiuni maraton de înregistrări pentru casa Prestige derulate în 1946, concretizate prin albumele Cookin', Relaxin', Workin', și Steamin', a încetat ulterior, în parte, destrămarea cvintetului datorându-se și dependenței de heroină a lui Coltrane.

### Împreună cu Thelonious Monk
În a doua parte a lui 1957, John Coltrane a colaborat cu pianistul Thelonious Monk la clubul New York’s Five Spot, cântând cu cvartetul acestuia, în perioada iulie-decembrie 1957. Din cauza unor conflicte contractuale, nu va participa oficial decât la o singură sesiune de înregistrări. O înregistrare neoficială, făcută în 1958 de Juanita Naima Coltrane la o reuniune a grupului, a fost publicată de casa Blue Note Records în 1993 sub numele de Live at the Five Spot-Discovery. De asemenea, o înregistrare de calitate făcută în cursul unui concert al cvartetului din noiembrie 1957, a fost găsită mai târziu, fiind publicată de aceeași casă de discuri în 2005. Înregistrarea fusese făcută de către Voice of America, iar albumul publicat, Thelonious Monk Quartet with John Coltrane at Carnegie Hall s-a bucurat de succes. Tot în 1957, Coltrane înregistrează primul album de succes, Blue Train (1957), împreună cu trompetistul Lee Morgan, basistul Paul Chambers și trombonistul Curtiss Fuller, album considerat cea mai mare realizare a muzicianului din această perioadă. Patru din cele cinci piese ale albumului sunt compoziții ale lui Coltrane, iar piesa care dă numele albumului, împreună cu "Moment's Notice" și "Lazy Bird", au devenit ulterior piese standard. În amândouă piesele se observă cicluri de substituție a acordurilor, care mai târziu se vor numi “Coltrane changes”.

### Împreună cu Miles Davis
Coltrane s-a reîntâlnit cu Miles Davis în ianuarie 1958. În același an, în octombrie, criticul de jazz de la revista Down Beat, Ira Gitler a inventat termenul “sheets of sound”, pentru a descrie stilul dezvoltat de Coltrane în timpul colaborării cu Thelonious Monk, stil pe care acum îl perfecționa în cadrul noului grup al lui Miles Davis, un sextet, pe la care s-au perindat nume sonore precum saxofonistul alto Cannonball Adderley, pianiștii Red Garland, Bill Evans și Wynton Kelly, basistul Paul Chambers și percuționiștii Philly Joe Jones și Jimmy Cobb. Colaborarea cu Miles Davis a continuat până în aprilie 1960, perioadă în care a participat la înregistrarea a două albume definitorii pentru Miles Davis, Milestones și Kind of Blue, și a două albume live, Miles & Monk at Newport și Jazz at the Plaza. Stilul său din această perioadă, condensat la maximum, se caracterizează prin acorduri rapide, în cascadă, cu sute de note pe minut. Spre sfârșitul acestei perioade, John Coltrane a înregistrat la casa Atlantic Records primul său album de autor, Giant Steps, compus exclusiv din compoziții proprii. Piesa care dă titlul albumului, reprezintă chintesența noului stil dezvoltat de Coltrane, conținând progresii succesive de acorduri extrem de complexe, în care artistul utilizează serii alterate de acorduri, așa-numitele “Coltrane changes”, dezvoltând improvizația melodică și armonică. Giant Steps ilustrează extrem de bine stilul inovator al lui Coltrane și rămâne un album de referință în muzica de jazz, conținând cele mai complexe structuri armonice din muzica acelei epoci.

### Primele succese ca lider
În 1960, John Coltrane și-a format propriul grup, un cvartet, pentru o apariție la Jazz Gallery în New York. Muzicieni precum Steve Kuhn, Pete La Roca, și Billy Higgins s-au perindat la începuturile acestui grup, într-un târziu, Coltrane s-a oprit la următoarea componență: pianistul McCoy Tyner, basistul Steve Davis, și percuționistul Elvin Jones. McCoy Tyner, și el originar din Philadelphia, era prieten cu Coltrane, cei doi se înțeleseseră ca pianistul să se alăture cvartetului în momentul în care se va simți în stare să poată lucra împreună cu acesta. În sesiunile de înregistrări care au urmat, a fost imprimat și materialul pentru albumele Coltrane's Sound și Coltrane Plays the Blues, apărute mai târziu. În timp ce colabora cu Atlantic Records împreună cu noul său grup, Coltrane a început să utilizeze saxofonul sopran, prima înregistrare cu noul său grup, My Favorite Things, constituind și debutul său la acest instrument. Spre sfârșitul colaborării cu Miles Davis, Coltrane a început să cânte la acest instrument mai puțin obișnuit în muzica de jazz din acea vreme, poate și datorită admirației pe care o avea pentru opera lui Sidney Bechet, dar și față de contemporanul său, Steve Lacy. Miles Davis va afirma mai târziu că el însuși i-ar fi dat lui Coltrane primul său saxofon sopran. Utilizarea noului saxofon a fost însoțită și de noi experimente în domeniul muzical. De exemplu, în cunoscuta piesă a lui Gershwin, "But Not for Me", Coltrane utilizează un fel de “neliniște armonică” (ceea ce se va numi ulterior “Coltrane changes”), pe care o mai utilizase la înregistrările pentru albumul Giant Steps. Multe alte piese înregistrate în epocă utilizează acest artificiu armonic, respectiv, "26–2", "Satellite", "Body and Soul", și "The Night Has a Thousand Eyes". 

### Impulse Records (1960 - 1962)
În mai 1961, contractul lui John Coltrane cu Atlantic Records a fost preluat de noua casă de discuri Impulse! Records. Marele avantaj al noii case de discuri era prezența inginerului de sunet Rudy Van Gelder, cel care înregistrase sesiunile lui Miles Davis pentru casa Prestige Records, dar și Blue Train pentru Coltrane. Cele mai multe înregistrări ale lui Coltrane pentru Impulse! Records vor fi făcute în noul studio al lui Van Gelder din Englewood Cliffs, New Jersey. Pe la începutul lui 1961, basistul Steve Davis a fost înlocuit de Reggie Workman, în același timp muzicianul Eric Dolphy s-a alăturat grupului ca al doilea suflător. Grupul devenit cvintet a avut o prestație extinsă pe mai multe sesiuni la Village Vanguard, care a fost totodată înregistrată, înregistrări care au demonstrat încă o dată capacitățile inovatoare ale muzicianului. Muzica sa evoluează continuu, influențată acum de cea indiană (raga), noile experimente în domeniul jazzului modal și afirmarea jazzului free. Îndeosebi saxofonistul John Gilmore, multă vreme colaborator cu Sun Ra, l-a influențat în mod deosebit. După ce l-a ascultat prima dată pe Gilmore, Coltrane ar fi afirmat: “He's got it! Gilmore's got the concept!" . Una din cele mai cunoscute înregistrări Vanguard, un blues cu durata de cca. 15 min., intitulat "Chasin' the 'Trane", a fost puternic inspirată de stilul lui Gilmore. Noile tendințe în muzica artistului au trezit numeroase reacții adverse în rândul puriștilor. Critica muzicală era de asemenea divizată, mulți fiind de părere că muzica lui Coltrane s-a îndepărtat deja prea mult de stilul tradițional. Dacă în America, ceva mai obișnuită cu stilul experimental, reacțiile adverse au fost moderate, în Europa reacțiile au fost de-a dreptul violente, Coltrane fiind huiduit de spectatorii francezi în timpul turneului întreprins împreună cu Miles Davis. De altfel, în 1961, atât Coltrane, cât și Eric Dolphy au fost desemnați de către revista Down Beat, drept cei mai importanți reprezentanți ai “anti-jazzului”, articol care i-a afectat pe ambii muzicieni. Coltrane însuși a admis ulterior că unele solo-uri din perioada de început a experimentelor sale, se bazau exclusiv pe idei tehnice. De altfel, stilul incisiv, aproape vocal al lui Dolphy, i-a întărit acestuia reputația de figură centrală a curentului "New Thing" (cunoscut și ca "Free Jazz" sau "Avant-Garde"), mișcare condusă de Ornette Coleman, la rândul său și el criticat de mulți muzicieni de jazz, printre care și Miles Davis.

### Primul cvartet (1962 - 1965)
În 1962, atât Eric Dolphy cât și Reggie Workman au părăsit grupul, un nou basist fiind cooptat, Jimmy Garrison. Noul cvartet, compus din John Coltrane, lider, McCoy Tyner la pian, Garrison la bas și Jones la percuție, a devenit ceea ce istoricii jazzului numesc “cvartetul clasic”. Muzica grupului, dominată de personalitatea lui Coltrane, va fi tot mai conceptualizată, muzicianul optând tot mai mult spre un stil armonic static care îi permitea să-și dezvolte improvizațiile ritmice și melodice. Pe scenă însă, Coltrane prefera totuși un stil oarecum standard, reinterpretând piesele sale deja “clasice”. Criticile îndreptate împotriva muzicii de pe vremea colaborării cu Dolphy l-au influențat totuși. În contrast față de radicalismul înregistrărilor din 1961 la Village Vanguard, albumele de studio din 1962-63 sunt mult mai “conservatoare” și mai accesibile marelui public. Cvartetul a înregistrat astfel un album de “balade”, și a colaborat cu Duke Ellington (albumul Duke Ellington and John Coltrane, împreună cu solistul Johnny Hartman). Albumul Ballads este emblematic pentru versatilitatea muzicală pe care o dobândise grupul de muzicieni sub autoritatea lui Coltrane, reușind astfel să dea o nouă față unor piese clasice. Fără să neglijeze experimentele avangardiste în studio, muzica de concert a grupului a oscilat între stilul clasic și cel avangardist, așa cum se poate vedea pe pe albumele Impressions, Coltrane at Newport și Live at Birdland. Cel mai important album al cvartetului avea să apară în decembrie 1964, intitulat A Love Supreme. Se spune că muzicianul, confruntat cu dependența de droguri, și-ar fi extras inspirația pentru A Love Supreme dintr-o supradoză din 1957, care ar fi fost catalizatorul ideilor sale muzicale. Albumul este un punct culminant al creației sale, o suită în patru părți, un imn închinat credinței. Această dimensiune spirituală va caracteriza tot mai mult creația sa muzicală ulterioară, așa cum se poate vedea în albume ca Ascension, Om și Meditations. A patra parte a albumului A Love Supreme, intitulată Psalm, este de fapt o replică muzicală a unui poem scris chiar de Coltrane, poem închinat divinității, imprimat pe coperta albumului. Coltrane interpretează de fapt câte o notă pentru fiecare silabă a poemului, bazându-și frazele muzicale pe text. În ciuda conținutului muzical destul de deosebit de stilul clasic, albumul a cunoscut un real succes, chiar după standardele din epocă, dovedind maturitatea artistică a membrilor grupului. Albumul a fost compus în reședința lui Coltrane din Dix Hills, în Long Island. A Love Supreme a fost interpretat live o singură dată, în iulie 1965, în cadrul unui concert în Antibes, Franța.  

### Al doilea cvartet (1965 - 1967)
În ultima perioadă a carierei sale, interesul muzicianului pentru jazzul de avangardă a crescut, sub influența muzicii lui Coleman Hawkins, Albert Ayler și Sun Ra, astfel că l-a invitat pe Pharoah Sanders să se alăture grupului. În această perioadă, cel mai mult l-a influențat muzica disonantă a trio-ului lui Ayler, în componența căruia se găseau basistul Gary Peacock și percuționistul Sunny Murray. Coltrane a sprijinit de asemenea mulți tineri muzicieni, cu deosebire pe Archie Shepp, casa de discuri Impulse! Records devenind astfel lider în domeniul muzicii de jazz. După imprimarea albumului A Love Supreme, stilul lui Coltrane a fost tot mai mult influențat de muzica lui Albert Ayler. Muzica sa a devenit mult mai abstractă, încorporând diverse artificii precum multifonii și abordarea registrului altissimo, fără a mai vorbi despre acele “sheets of sound”. În studio, muzicianul va abandona saxofonul soprano, preferând saxofonul tenor. În consecință, membrii cvartetului vor urma aceleași tendințe, cântând mult mai liber. Toate aceste evoluții se pot constata de-a lungul albumelor apărute în 1965, The John Coltrane Quartet Plays, Living Space, Transition (ultimele două apărute în iunie 1965), New Thing at Newport (iulie 1965), Sun Ship (august 1965), și First Meditations (septembrie 1965). În iunie 1965, împreună cu un grup de tineri muzicieni de avangardă, printre care Pharoah Sanders, Archie Shepp, Freddie Hubbard, Marion Brown și John Tchicai, s-a deplasat în studioul lui Van Gelden, pentru a înregistra Ascension, o piesă de cca. 40 min., care trebuia să includă solo-uri ale acestor muzicieni, inclusiv ale lui Coltrane. Piesa a stârnit controverse, dat fiindcă părțile rezervate improvizațiilor erau complet separate de solo-uri. În septembrie 1965, Pharoah Sanders a fost invitat să se alăture cvartetului. Cei doi, Coltrane și Sanders, se vor completa de acum reciproc, într-un adevărat dialog muzical, cu precădere în registrul altissimo. Spre sfârșitul lui 1965, Coltrane a decis să extindă posibilitățile de exprimare ale cvartetului invitând alți muzicieni să i se alăture. După Pharoah Sanders a urmat Rashied Ali în calitate de percuționist secund. Toate aceste experimente au produs destrămarea cvartetului. Primul care l-a părăsit a fost McCoy Tyner, care a plecat imediat după înregistrarea albumului Meditations, afirmând că nu se mai putea auzi cu doi percuționiști cântând simultan. La începutul lui 1966, a părăsit grupul și Jones, nemulțumit de faptul că trebuia să împartă secția ritmică cu Rashied Ali, amândoi muzicienii exprimându-și nemulțumirea ulterior, după decesul lui Coltrane, privind noua orientare pe care acesta dorea s-o dea muzicii cvartetului, încorporând elemente de free jazz în propriile lor proiecte muzicale. Au apărut totodată numeroase speculații, că prin 1965, Coltrane ar fi început să consume LSD, un halucinogen puternic(legal pe întreg teritoriul SUA până în 6 octombrie 1966) După plecarea lui Tyner și Jones, Coltrane a stabilit următoarea componență a cvintetului: a doua sa soție, Alice Coltrane, la pian, Pharoah Sanders la saxofon alto, Rashied Ali la percuție și Jimmy Garrison la bas. În turnee, grupul interpreta variante prelungite ale compozițiilor lui Coltrane, de peste 30 de minute, adesea chiar și o oră. Solo-urile membrilor cvintetului erau de asemenea extinse în mod corespunzător. Noul cvintet poate fi ascultat în înregistrările din 1966, Live at the Village Vanguard Again! și Live in Japan. În 1967, crește de asemenea numărul înregistrărilor de studio. Din această perioadă se remarcă piesa “To be”, în care atât el cât și Sanders cântă la flaut. Majoritatea acestor ultime înregistrări sunt realizate în formula de cvartet, fără Pharoah Sanders (albumele Expression și Stellar Regions) sau în duo cu Rashied Ali. (albumul Interstellar Space)   

### Decesul
Pe la mijlocul anului 1967, starea sănătății lui John Coltrane s-a înrăutățit simțitor, muzicianul fiind internat la Huntington Hospital din Long Island, unde medicii au constatat un cancer al ficatului în formă avansată. Marele muzician s-a stins din viață în spital, în 17 iulie 1967, în vârstă de 40 de ani. Funeraliile au avut loc patru zile mai târziu la biserica luterană St. Peter's din New York. Serviciul religios a început cu un mic recital al cvartetului lui Albert Ayler, și a fost încheiat cu alt recital al cvartetului Ornette Coleman. John Coltrane este înmormântat în Pinelawn Cemetery din Farmingdale, New York. Unul din biografii artistului, Lewis Porter a afirmat ulterior că acesta ar fi murit din cauza hepatitei, atribuind boala dependenței de heroină. Într-un interviu din 1968, Albert Ayler ar fi afirmat că muzicianul era conștient de boala sa, și că ar fi consultat un vraci indian în loc să apeleze la medicina modernă, chestiune dezmințită ulterior de către soția sa, Alice Coltrane. Moartea bruscă a muzicianului a surprins comunitatea artistică, mulți atribuind starea sa precară dependenței de droguri, fără a bănui teribila maladie care-i mistuia ființa.

## Viața personală și spirituală
John Coltrane a fost căsătorit de două ori. În 1955, s-a căsătorit pentru prima data cu Juanita Naima Grubbs, o tânără convertită la islamism, pentru care avea să compună mai târziu piesa “Naima”, care avea să-l inițieze în domeniul religiei islamice. Nu au avut copii, cei doi separându-se ulterior în 1963. Puțin timp după divorț, Coltrane a întâlnit-o pe pianista Alice McLeod, cu care avea deja doi copii în momentul pronunțării oficiale a divorțului de Naima, în 1966. Alice Coltrane i-a dăruit trei copii, John Jr. (n. 1964), Ravi (n. 1965) și Oranyan ("Oran", n. 1967). Dintre cei trei copii, doar Ravi (numit așa datorită admirației pe care tatăl său o avea pentru sitaristul indian Ravi Shankar), a îmbrățișat cariera muzicală, fiind și el saxofonist. Întâlnirea cu Alice Coltrane a adus un plus de echilibru în viața muzicianului, nu numai prin faptul că au avut împreună trei copii, dar și prin faptul că împărtășeau aceeași credință, împreună cu interesul celor doi pentru filozofia indiană, fără a mai vorbi de interesul pentru muzică, Alice fiind o profesionistă de mare clasă a pianului. Coltrane a crescut într-o familie creștină, fiind extrem de credincios încă din copilărie. Ambii bunici erau pastori, cel din partea mamei, Reverendul William Blair, la African Methodist Episcopal Zion Church din High Point, North Carolina, iar cel din partea tatălui William H. Coltrane, era A.M.E. Zion pastor în Hamlet, North Carolina. În 1957, muzicianul a avut o experiență religioasă care l-a ajutat ulterior să lupte cu dependența de alcool și droguri, care îl chinuiau încă din 1948. În notele de pe coperta albumului A Love Supreme, Coltrane își amintea despre experiența religioasă încercată în 1957: “am cunoscut, prin grația Domnului, o trezire spirituală care m-a condus spre o viață mai bogată, mai îndestulată și mai productivă. În acel moment, în gratitudine, am cerut umil să mi se acorde privilegiul de a-i ferici pe alții prin intermediul muzicii”. Notele de pe coperta albumului par să menționeze divinitatea în sens universalist, fără a se referi la o anumită religie. Această presupunere este întărită de notele de pe coperta albumului Meditations (1965), în care Coltrane declară: “cred în toate religiile”. După apariția albumului A Love Supreme, multe din titlurile propriilor compoziții au legătură cu credința religioasă, precum “Ascension”, “Meditations”, “Om”, “Selflessness”, "Amen", "Ascent", "Attaining", "Dear Lord", "Prayer and Meditation Suite", și "The Father and the Son and the Holy Ghost". În biblioteca lui Coltrane s-au găsit cărți de spiritualitate indiană precum The Gospel of Sri Ramakrishna, the Bhagavad Gita, și Paramahansa Yogananda's Autobiography of a Yogi. Muzicianul a studiat Biblia, Coranul și Kabbala, dar și cărți de astrologie, menționând anumite similarități între Isus și Krishna. A explorat de asemenea filozofia hindusă, istoria africană, filozofia Zen, pe Aristotel și pe Platon. În octombrie 1965, muzicianul înregistrează piesa Om, care face trimitere la silaba sacră din filozofia hindusă care simbolizează infinitatea universului, descriind-o ca “prima silabă, cuvântul primordial, cuvântul puterii”. Piesa, cu durata de 29 de minute, conține cânturi din Bhagvad Gita și din cartea tibetană a morții, dar și recitarea unui pasaj ce descrie cuvântul primordial “om” drept denumirea cosmică comună a tuturor lucrurilor. Toate acestea au influențat profund muzica sa. Coltrane credea nu numai într-o structură muzicală unică, care poate trece de barierele etnice, dar și care este capabilă să-și subordoneze limbajul mistic. Studiile efectuate de Coltrane asupra muzicii indiene, l-au condus către ideea că anumite sunete și game pot conduce la anumite stări emoționale. Scopul muzicianului este de a înțelege aceste conexiuni, de a le controla și de a da un răspuns care să influențeze audiența.

## Canonizarea
După moartea muzicianului, o congregație din San Francisco, numită Yardbird Temple, a început să-l venereze ca pe o încarnare a divinității. Gruparea și-a luat numele după Charlie Parker, în care vedeau încarnarea Sfântului Ioan Botezătorul. Congregația s-a afiliat ulterior Bisericii Ortodoxe Africane, aceasta implicând schimbarea statutului muzicianului din cel de divinitate în cel de sfânt, cu numele de Saint John Coltrane al Bisericii Ortodoxe Africane. Este singura biserică africană ortodoxă care a asimilat muzica și versurile lui Coltrane, utilizându-le la slujbe, rugăciuni și liturghii. Muzicianul este reprezentat ca unul din cei 90 de “sfinți dansând” într-o frescă de mari proporții din rotonda Bisericii Episcopale Saint Gregory de Nyssa din San Francisco. Fresca, cu o suprafață totală de circa 280 m2, este pictată în stil bizantin, fiind realizată de Mark Dukes, diacon al Bisericii Ortodoxe Africane Sf. John Coltrane, care a pictat și alte icoane ale sfântului. Biserica Episcopală Sf. Barnabas din Newark, New Jersey, l-a inclus pe Coltrane în lista sa de sfinți istorici de culoare.

## Instrumente
John Coltrane și-a început cariera muzicală, dacă se poate spune așa, cântând în fanfara comunală la clarinet și la corn alto, până a reușit să achiziționeze un saxofon alto în ultimii ani de școală. Prin 1947, pe când cânta împreună cu King Kolax Band, a trecut la saxofon tenor, instrument care l-a făcut cunoscut. Preferința lui Coltrane pentru registrul superior al saxofonului tenor, spre deosebire, bunăoară, de [Coleman Hawkins] sau [Lester Young], se presupune că s-ar fi datorat începuturilor sale muzicale, experienței cu clarinetul și cornul alto.
Prin utilizarea coardelor vocale în combinație cu limba, John Coltrane a reușit să extindă spre tonuri mai înalte gama sonoră produsă în mod normal de saxofonul tenor.  Pe la începutul anilor ’60, în timpul contractului cu Atlantic Records, a experimentat în mod progresiv saxofonul sopran. Spre sfîrșitul carierei, a experimentat de asemenea flautul, atât în cadrul concertelor cât și în cazul înregistrărilor de studio. (Live at the Village Vanguard Again!, Expression) Mama lui Eric Dolphy i-ar fi dăruit lui Coltrane, flautul și clarinetul bas al fiului ei, după moartea acestuia, survenită în 1964. Cele două instrumente ale lui Coltrane, saxofonul tenor, Selmer Mark VI, SN 125571, fabricat în 1965, și cel sopran, Selmer Mark VI, SN 99626, fabricat în 1962, au fost scoase la licitație în 20 februarie 2005, pentru a susține financiar Fundația John Coltrane. Pentru saxofonul sopran s-a plătit suma de 70.800 $, în timp ce saxofonul tenor a rămas ne-vândut.

## Recunoaștere postumă
Influența lui John Coltrane asupra generațiilor de saxofoniști ce i-au urmat este covârșitoare. Ea a început încă din timpul vieții și a continuat să crească după decesul acestuia. Stilul unic al interpretărilor sale continuă să fascineze și să influențeze deopotrivă. El a revoluționat muzica de jazz cu tehnica sa experimentală, manifestând totodată o adevărată venerație pentru sonoritățile provenite din alte culturi, inclusiv pentru cele africane și sud-americane. Încă din 1965, John Coltrane a fost inclus în Down Beat Jazz Hall of Fame. În 1972, albumul A Love Supreme a fost încununat cu aur de către RIAA, pentru jumătate de million de copii vândute numai în Japonia. Același album, împreună cu albumul My Favorite Things, a primit discul de aur în 2001 în SUA. În 1982, John Coltrane a primit post-mortem premiul Grammy la categoria "Best Jazz Solo Performance", pentru albumul Bye Bye Blackbird, iar în 1997 a fost premiat cu Grammy Lifetime Achievement Award. De asemenea, în 2007 a fost premiat cu un premiu Pulitzer special, pentru “improvizații magistrale, simț muzical împins la extrem și personalitate iconică în istoria jazzului”. În 2009 a fost inclus în North Carolina Music Hall of Fame. Casa în care a locuit în Philadelphia, a fost desemnată National Historic Landmark în 1999. Ultima sa locuință, în cartierul Dix Hills din Huntington, NY, a fost adăugată în 29 iunie 2007, la 40 de ani de la moartea artistului, în registrul național al locurilor istorice. (National Register of Historic Places)

## Elemente definitorii stilistice

### Sheets of sound
Sheets of sound a fost o noțiune inventată în 1958 de Ira Gitler, critic muzical la revista Down Beat, pentru a descrie stilul inovator de interpretare al lui John Coltrane. Termenul a fost utilizat pentru prima dată în notele critice de pe coperta albumului Soultrane (1958) Coltrane utiliza în acea perioadă o țesătură muzicală extrem de densă, formată din arpegii și succesiuni de note extreme de rapide, sute de note pornind de la registrele cele mai joase până la cele mai înalte. Seriile erau adesea compuse din câte 5-6 note, mai scurte decât 1/16, sunând ca un glissando. Acest stil de interpretare a fost utilizat pentru prima dată pe când cânta împreună cu Thelonious Monk, fiind dezvoltat ulterior în cadrul colaborării cu grupul lui Miles Davis. Saxofonistul a utilizat aceste “crâmpeie de sunet” (sheets of sound) pentru a fluidiza acordurile stricte, modurile și armoniile stilului hard-bop. Colaborarea cu Miles Davis i-a dat lui Coltrane posibilitatea și libertatea de a adăuga acorduri și substituții temelor muzicale, ajungând la arpegii formate din trei acorduri simultane, în stilul promovat de Thelonious Monk. Această “three-in-one chord approach” a produs sunete fluide, “aproape verticale din punct de vedere armonic”. Conceptul de sunet vertical (armonic) versus orizontal (melodic) se regăsește în muzica lui George Russell, cu care Coltrane a înregistrat în septembrie 1958. Conceptul de "sheets of sound" poate fi auzit pentru prima dată în 1957, în solo-ul din piesa "Trinkle, Tinkle" a albumului Thelonious Monk with John Coltrane. De asemenea, în timpul concertului înregistrat în 9 septembrie 1958, cu sextetul lui Miles Davis, în solo-ul din piesa "If I Were a Bell".

### Coltrane changes
Așa-zisele “Coltrane changes” (numite și Coltrane Matrix sau Coltrane Cycle), cunoscute și sub denumirea tehnică de “relații cromatice de ord.3” sau “schimbări multi-tonale”, sunt variații armonice progresive ce utilizează acorduri substituite peste progresiile obișnuite ale acordurilor muzicii de jazz. Acest procedeu este ilustrat pentru prima dată de către John Coltrane în albumele Bags & Trane, (piesa "Three Little Words") și Cannonball Adderley Quintet in Chicago (în piesa "Limehouse Blues"). Muzicianul a continuat să dezvolte aceste metode în 1960, aplicând aceste cicluri de substituție în compozițiile "Giant Steps" și "Countdown" de pe albumul Giant Steps, ulterior refăcând structura armonică a piesei lui Miles Davis "Tune Up". Astăzi, aceste “Coltrane’s changes” au devenit procedee standard în improvizația de jazz. În ceea ce privește sursa acestor inovații muzicale există numeroase ipoteze și controverse. David Demsey, saxofonist și Coordinator of Jazz Studies la William Paterson University, enumeră câteva posibile ipoteze. După decesul lui Coltrane s-a presupus că aceste relații cromatice de ord.3 i-ar fi fost inspirate de credința religioasă, prin trei zone cu semnificație numerologică, reprezentând “triunghiul magic”, respectiv Sfânta Treime, Dumnezeu și unitatea. (progresia II-V-I) În realitate, sursa acestor inovații este mult mai “pământească”, fiind posibil ca inspirația să-i fi venit din muzica indiană. Miles Davis, care l-a influențat mult pe Coltrane, afirmă că aceste artificii au fost doar metode de aplicare a propriilor idei armonice, deși acestea fuseseră dezvoltate de Coltrane înainte de colaborarea cu acesta, în timpul colaborării cu Thelonious Monk. De fapt, Coltrane studiase armonia la Granoff School of Music din Philadelphia, explorând teoria muzicii contemporane, dar și lucrarea Thesaurus of Scales and Melodic Patterns a lui Nicolas Slonimsky (1947), care i-a servit drept material pentru exerciții. Prefața ultimelor ediții ale acestei cărți conține prima jumătate a piesei Giant Steps (melodie și armonie).

## Citate
“You can play a shoestring if you're sincere.” —John Coltrane
“My music is the spiritual expression of what I am — my faith, my knowledge, my being...When you begin to see the possibilities of music, you desire to do something really good for people, to help humanity free itself from its hangups...I want to speak to their souls.”  ― John Coltrane 
“I start in the middle of a sentence and move both directions at once.”  ― John Coltrane 
“My goal is to live the truly religious life, and express it in my music. If you live it, when you play there's no problem because the music is part of the whole thing. To be a musician is really something. It goes very, very deep. My music is the spiritual expression of what I am - my faith, my knowledge, my being.”  ― John Coltrane

## Discografie
Lista cuprinde doar albumele aprobate de către John Coltrane. Este vorba doar despre albumele de autor. Sunt exceptate albumele în care Coltrane apare în calitate de colaborator sau participant, multe astfel de compilații apărând la diverse case de discuri după moartea artistului. De asemenea, circulă extrem de multe înregistrări neoficiale, compilații și asamblări neoficiale postume. Lista este conformă cu cea existentă pe situl artistului. Au mai fost adăugate două albume postume, deoarece este vorba despre două cazuri de excepție. 
Prestige și Blue Note Records
- Coltrane (debut solo LP) (1957)
- Blue Train (1957)
- John Coltrane with the Red Garland Trio (1958)
- Soultrane (1958)

Atlantic Records
- Giant Steps (primul album conținând 100% compoziții proprii) (1960)
- Coltrane Jazz (în care apar pentru prima dată McCoy Tyner și Elvin Jones) (1961)
- My Favorite Things (1961)
- Olé Coltrane (împreună cu Eric Dolphy, compoziții Coltrane și Tyner) (1961)

Impulse! Records
- Africa/Brass (aranjamentul muzical al alămurilor Tyner și Dolphy) (1961)
- Live! at the Village Vanguard (împreună cu Dolphy, prima apariție Jimmy Garrison) (1962)
- Coltrane (primul album al "quartetului clasic") (1962)
- Ballads (1963)
- John Coltrane and Johnny Hartman (1963)
- Impressions (1963)
- Duke Ellington & John Coltrane (1964)
- Live at Birdland (1964)
- Crescent (1964)
- A Love Supreme (1965)
- The John Coltrane Quartet Plays (1965)
- Ascension (1966)
- New Thing at Newport (live cu Archie Shepp) (1966)
- Kulu Sé Mama (1966)
- Meditations (cuartetul cu Pharoah Sanders și Rashied Ali) (1966)

Postume
- Expression ( înregistrări aprobate de artist, care apare cântând la flaut într-una din piese) (1967)

- Infinity (excelente înregistrări ale artistului, ne-aprobate de acesta, peste care soția sa, Alice Coltrane, a suprapus alte canale, interpretate la instrumente de coarde - un album deosebit, care a produs vâlvă în lumea muzicală) (1972)